# 보석사 대웅전
보석사 대웅전(寶石寺 大雄殿)은 대한민국 충청남도 금산군 남이면, 보석사에 있는, 정면 3칸 ·측면 2칸의 규모의 다포식 맞배지붕 건축물이다. 1993년 11월 12일 충청남도의 유형문화재 제143호로 지정되었다.

## 현지 안내문
보석사는 신라 헌강왕 11년(885)에 조구선사(祖丘禪師)가 창건하였다. 창건 당시 절 앞에서 캐낸 금으로 불상을 만들었기 때문에 절 이름을 보석사라고 하였다 한다. 임진왜란 때 소실된 것을 고종(재위 1863∼1907) 때 명성황후가 다시 세웠다.
보석사 대웅전은 정면 3칸 · 측면 2칸의 규모의 다포식 맞배지붕 건물로 고풍스런 모습을 잘 간직하고 있다. 전내에는 주존인 석가모니불을 중심으로 좌우에 문수보살과 보현보살 좌상이 봉안되어 있다.

## 참고 문헌
- 이 문서에는 다음커뮤니케이션(현 카카오)에서 GFDL 또는 CC-SA 라이선스로 배포한 글로벌 세계대백과사전의 "《보석사대웅전》" 항목을 기초로 작성된 글이 포함되어 있습니다.

## 같이 보기
- 금산 보석사 목조석가여래삼존좌상 - 충청남도 유형문화재 214호
- 금산 보석사 은행나무 - 대한민국 천연기념물 제365호

## 참고 자료
- 보석사 대웅전 - 국가유산청 국가유산포털